# Vava'u
Vava'u es la isla principal del grupo Vava'u, al norte de Tonga. En ocasiones se ha transcrito como Vavao, y también se denomina 'Uta Vava'u (en inglés Vava‘u Mainland) para distinguir la isla del grupo.
La isla Vava'u es una plataforma elevada de coral con acantilados en la costa norte y con un litoral bajo e irregular al sur que se abre en una compleja red de canales, bahías e islas formando uno de los puertos naturales más protegidos del océano Pacífico. La superficie total es de 89,74 km², y la altitud máxima es de 204 m.
La capital es Neiafu (18°39′S 173°59′O / -18.650, -173.983), situada en la costa meridional. Es la segunda ciudad más poblada de Tonga. En Neiafu reside el gobernador de la división administrativa de Vava'u. La población total de la isla era de 12.238 habitantes en el censo de 1996.

## Islas del grupo Vava'u

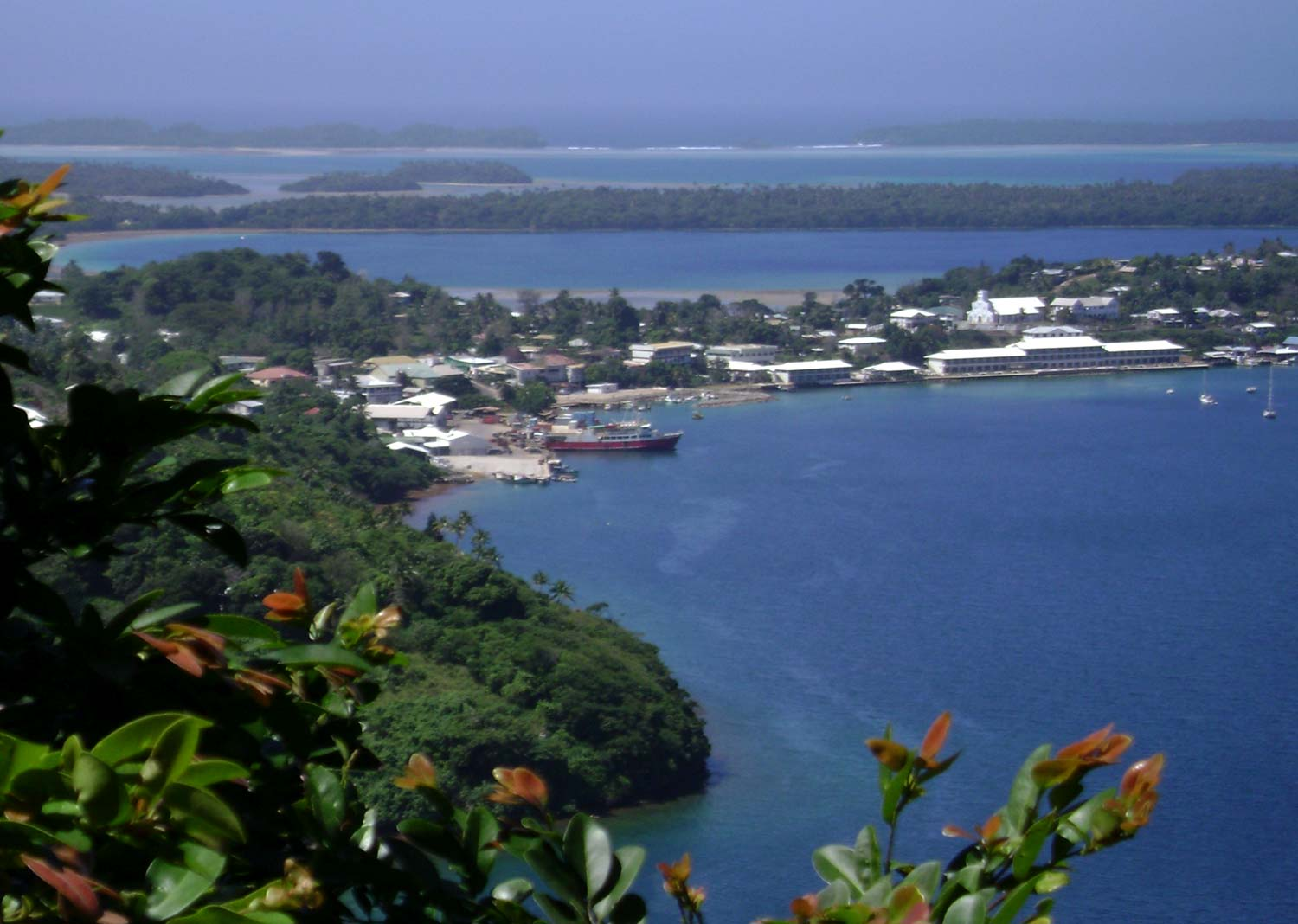
Puerto de Refuge y Neiafu

En la Polinesia se explica que las islas las creó el dios Maui, que las pescó del fondo del mar con su anzuelo mágico y las dejó flotando. Los locales de Vava'u dicen que Maui pescó la isla de mala gana arrastrándola. Por eso tiene una gran bahía abierta en el sur con un largo rastro de islotes. En total hay unas 70 islas, de las cuales 17 están habitadas, distribuidas en seis distritos. Las más importantes son:
| Isla        | Población (1996) | Área (km²) | Densidad | Coordenadas                          |
| ----------- | ---------------- | ---------- | -------- | ------------------------------------ |
| Foeata      | 5                | 0,10       |          | 18°43′S 174°08′O / -18.717, -174.133 |
| Fonualei    |                  |            |          | 18°01′S 174°19′O / -18.017, -174.317 |
| Hunga       | 347              | 4,69       | 74,0     | 18°41′S 174°07′O / -18.683, -174.117 |
| Kapa        | 410              | 5,96       | 68,8     | 18°42′S 174°02′O / -18.700, -174.033 |
| Kenutu      | 1                | 0,43       |          | 18°42′S 173°56′O / -18.700, -173.933 |
| Koloa       | 321              | 2,25       | 142,7    | 18°39′S 173°56′O / -18.650, -173.933 |
| Lape        | 21               | 0,39       | 53,8     | 18°43′S 174°05′O / -18.717, -174.083 |
| Late        |                  |            |          | 18°48′S 174°39′O / -18.800, -174.650 |
| Lateiki     |                  |            |          | 19°11′S 174°52′O / -19.183, -174.867 |
| Nuapapu     | 381              | 2,67       | 142,7    | 18°42′S 174°05′O / -18.700, -174.083 |
| Ofu         | 171              | 1,24       | 137,9    | 18°42′S 173°58′O / -18.700, -173.967 |
| Okoa        | 228              | 0,34       | 670,6    |                                      |
| Olo'ua      | 110              | 0,49       | 224,5    | 18°40′S 173°57′O / -18.667, -173.950 |
| 'Ovaka      | 103              | 1,29       | 79,8     | 18°45′S 174°06′O / -18.750, -174.100 |
| Pangaimotu  | 835              | 8,86       | 94,2     | 18°39′S 174°00′O / -18.650, -174.000 |
| Tapana      | 6                | 0,36       |          |                                      |
| Taunga      | 77               | 0,36       | 213,9    | 18°45′S 174°01′O / -18.750, -174.017 |
| 'Uta Vava'u | 12.238           | 89,74      | 136,4    | 18°37′S 174°00′O / -18.617, -174.000 |
| 'Utungake   | 457              | 0,93       | 491,4    | 18°40′S 174°01′O / -18.667, -174.017 |
| Vaka'eitu   | 4                | 0,90       |          | 18°43′S 174°06′O / -18.717, -174.100 |
| TOTAL       | 15.715           | 121,00     | 129,9    |                                      |

Un paso elevado une las islas de 'Uta Vava'u, Pangaimotu, Toula y 'Utungake, situadas delante de Neiafu.
Como prolongación al norte de la línea de volcanes de Ha'apai, en el grupo Vava'u se encuentran algunas islas que son conos volcánicos extinguidos y otras que son islas en formación a partir de volcanes submarinos:
- Fonualei es una isla de forma cónica que se eleva hasta los 183 metros con un acantilado vertical en la costa sur.
- Toku, a 43 km al norte de Vava'u, es una isla formada por el cráter de un volcán activo.
- Late es un cono simétrico de 5 km de diámetro y 518 m de altitud.
- Lateiki, petit Late, más conocido como Metis Shoal, es un volcán submarino que se encuentra al sur de Late y en diversas ocasiones ha formado una isla.

## Geografía

### Clima
| Parámetros climáticos promedio de Vava'u, Tonga | Parámetros climáticos promedio de Vava'u, Tonga | Parámetros climáticos promedio de Vava'u, Tonga | Parámetros climáticos promedio de Vava'u, Tonga | Parámetros climáticos promedio de Vava'u, Tonga | Parámetros climáticos promedio de Vava'u, Tonga | Parámetros climáticos promedio de Vava'u, Tonga | Parámetros climáticos promedio de Vava'u, Tonga | Parámetros climáticos promedio de Vava'u, Tonga | Parámetros climáticos promedio de Vava'u, Tonga | Parámetros climáticos promedio de Vava'u, Tonga | Parámetros climáticos promedio de Vava'u, Tonga | Parámetros climáticos promedio de Vava'u, Tonga | Parámetros climáticos promedio de Vava'u, Tonga |
| Mes                                             | Ene.                                            | Feb.                                            | Mar.                                            | Abr.                                            | May.                                            | Jun.                                            | Jul.                                            | Ago.                                            | Sep.                                            | Oct.                                            | Nov.                                            | Dic.                                            | Anual                                           |
| ----------------------------------------------- | ----------------------------------------------- | ----------------------------------------------- | ----------------------------------------------- | ----------------------------------------------- | ----------------------------------------------- | ----------------------------------------------- | ----------------------------------------------- | ----------------------------------------------- | ----------------------------------------------- | ----------------------------------------------- | ----------------------------------------------- | ----------------------------------------------- | ----------------------------------------------- |
| Temp. máx. media (°C)                           | 30.1                                            | 30.4                                            | 30.3                                            | 29.4                                            | 28.1                                            | 26.9                                            | 26.4                                            | 26.4                                            | 26.9                                            | 27.6                                            | 28.8                                            | 29.4                                            | 28.4                                            |
| Temp. mín. media (°C)                           | 23.4                                            | 23.5                                            | 23.4                                            | 23.0                                            | 21.6                                            | 20.8                                            | 19.6                                            | 19.8                                            | 20.5                                            | 21.1                                            | 22.2                                            | 23.1                                            | 21.8                                            |
| Lluvias (mm)                                    | 244.4                                           | 234.7                                           | 270.8                                           | 265.6                                           | 173.4                                           | 139.9                                           | 93.5                                            | 79.5                                            | 145.9                                           | 141.8                                           | 141.6                                           | 224.0                                           | 2155.1                                          |
| Días de lluvias (≥ 1 mm)                        | 19                                              | 19                                              | 20                                              | 17                                              | 15                                              | 14                                              | 14                                              | 13                                              | 13                                              | 13                                              | 13                                              | 16                                              | 186                                             |
| Fuente: Tonga Meteorological Services           |                                                 |                                                 |                                                 |                                                 |                                                 |                                                 |                                                 |                                                 |                                                 |                                                 |                                                 |                                                 |                                                 |

## Historia
El grupo Vava'u fue descubierto por el español Francisco Mourelle en 1781. Su barco, La Princesa, se desvió de la tradicional ruta de Manila y llegó en precarias condiciones a la deshabitada Fonualei, donde no pudo desembarcar y la bautizó como Amargura. En Vava'u se recuperó en Puerto Refugio (hoy en día Port of Refuge). El puerto de la isla Kapa se llama Port Maurelle en su honor. Denominó al grupo islas Mayorga en honor al virrey de Nueva España, el barcelonés Martín de Mayorga.
En 1787 llegó el francés La Pérouse antes de que se perdiera su rastro en el Pacífico. Anotó el nombre nativo como Vavao. En 1793 los capitanes de la Armada Real (española), el italohispano Alessandro Malaspina y José de Bustamante y Guerra, pasaron allí diez días durante el «Viaje científico y político alrededor del mundo», más conocido como "Expedición Malaspina".